# Hředle (Beroun)
Hředle é uma comuna checa localizada na região da Boêmia Central, distrito de Beroun.